# Digimon (criatura)
Los Digimon (デジモン Dejimon?) son criaturas de la franquicia japonesa Digimon. En la ficción, sus cuerpos están hechos de información digital, y cuando reciben gran daño, la información con la que están constituidos se daña y son destruidos. Tienen un rol principal en todas las series de anime y manga, y también en el juego de cartas, los videojuegos y demás merchandising. La palabra "Digimon" es invariable en plural, aunque se suele decir "digimons", y deriva de "Digital Monster" (デジタルモンスター Dejitaru Monsutaa, Monstruo Digital). Digimon incluye la gran mayoría de criaturas que habitan en el plano alternativo conocido como Mundo digital (o digimundo, según algunas traducciones). Actualmente hay más 1000 especies diferentes Digimon. Según la página de Bandai, nuevas especies de Digimon aparecen cada año, con la "expansión" del mundo digital (es decir, la innovación del concepto, sea por el anime, los mangas o los juguetes).

## Orígenes
El origen de los Digimon es uno de los misterios sin resolver que ha dejado la saga. Sin embargo, muchas teorías existen al respecto.
Una de las teorías más conocidas indica que un misterioso virus fue el causante de la existencia de los Digimon. Según esta teoría, un hacker creó y liberó el virus por toda la red. El virus comenzó a absorber datos, evolucionando y cambiando, como si se tratara de una criatura viviente, y empezó a multiplicarse. Tiempo después, alguien logró acceder a la computadora donde nació ese virus, y utilizó la AI de dicho virus para crear una "vacuna" que se le opusiera. Además, la gente empezó a enviar y recibir e-mail y otro tipo de datos por Internet, dando así origen a los Digimon.
Otra teoría indica que la computadora central, "Yggdrasil", fue la que creó a los Digimon durante sus experimentos. Aunque esta teoría no ha sido probada, se sabe que Yggdrasil ha creado a las dos series de Digimon prototipo: DORUmon y Ryuudamon.
En Digimon Tamers se propone la idea de que un grupo de jóvenes, estudiantes de programación de la Universidad de Palo Alto, conocidos como el "Wild Bunch" (Grupo Salvaje), fueron los creadores de formas de las vida digitales conocidas como Digimon. Sin embargo, la universidad abandonó el proyecto y dejó a los Digimon a su libre albedrío. A este grupo pertenecería el padre de Henry, uno de los protagonistas de la serie, tal y como relata en el capítulo 17.
Entonces, los Digimon escaparon del experimento y entraron a la red de comunicaciones del globo, donde ENIAC había creado el Digimundo. En Digimon Tamers: Brave Tamer, se explica que los Digimon utilizaron los portales dimensionales de ENIAC para viajar a los Digimundos paralelos a las “Tierras alternativas” que existen en el Multiverso.

## Características
Los Digimon son las manifestaciones físicas de los datos que actúan como criaturas vivas, y están formados por datos fragmentados procedentes de la red de ordenadores del mundo real después de que un virus lanzado por un hacker empezase a absorber información, evolucionando y cambiando.
Los Digimon nacen de un Digitama (Digi-Huevo), y eventualmente crecen durante un proceso conocido como Digievolución, en el cual sufren una serie de cambios físicos, y en el mayor de los casos, un incremento en sus poderes. Algunos Digimon actúan de forma bestial, guiados por sus instintos salvajes, mientras que otros poseen inteligencia, sentimientos y personalidad humana.
En las últimas sagas, los Digimon absorben los datos de los Digimon que derrotan o matan, como por ejemplo en Digimon Tamers, cuando Leomon es asesinado por Beelzemon y este absorbe su información. Esto es necesario en la vida de los Digimon, sobre todo después de que llegan a la etapa adulta, pues es necesario consumir grandes cantidades de energía, para seguir viviendo. Este proceso es parecido al proceso alimenticio de los humanos. Si un Digimon no consume suficiente energía o si pierde esta energía por causa de heridas o exceso de gasto en una batalla, tiene la posibilidad de perder su Digievolución y regresar a un estado anterior (como en el caso de Guardromon en Digimon Tamers), y en el peor de los casos morir y renacer como un Digitama (como le ocurre a Shine Greymon Ruin Mode en Digimon Data Squad).
El ciclo de vida de un Digimon es casi siempre el mismo: nacen de un Digitama, evolucionan y eventualmente mueren, desintegrándose en fragmentos infinitesimales de información. La muerte de un Digimon puede ser por muerte natural, o por muerte en batalla en caso que no sean destruidos sus datos o absorbidos estos pueden revivir. La muerte natural ocurre cuando el Digicore (véase más abajo) es inestable por el proceso de su evolución de su núcleo esto es común en la familia de los chaosmons conocido como "longevidad" a diferencia de los digimon que no presentan longevidad las especies chasomons su tiempo de vida es muy corta. Cuando la muerte de un digimon ocurre ya sea por batalla o diginucleos inestables si esto ocurre, un Digimon crea una copia de sus datos (como recuerdos y demás) y la deposita en un Digitama y de esta forma renace. Pero si el Digimon muere antes de terminar su proceso sus datos son esparcido es enviado al Dark Area (Zona de la Oscuridad), donde Anubimon, el juez de los muertos, juzga sus acciones en vida. Si el Digimon fue bueno, Anubimon lo resucita en el Pueblo del Inicio como un Digitama. Al ser resucitado de esta manera, el Digimon pierde todos sus recuerdos y experiencia de su vida anterior. Si el Digimon, en cambio, ha sido malvado, Anubimon lo condena al Dark Area. Existen otros Digimon además de Anubimon, que pueden resucitar a los Digimon muertos en Digitamas.
La reproducción de un Digimon es de forma asexual. Un Digimon de la etapa madura en adelante está capacitado para crear un Digitama con una parte de sus datos y así, dar a luz a un descendiente. En Digital Monster X-Evolution podemos ver a Death-X-Dorughoramon creando muchos Digitamas de su boca para dar nacimiento al ejército de Death-X-Dorugremon. Como se puede ver, la habilidad de copiar datos y crear Digitamas no está limitada al momento de la muerte.
Estos conceptos pueden variar según series mangas, juegos etc. Como por ejemplo en Digimon Adventure no era necesario consumir datos para sobrevivir pues los digimon sobrevivían como si fuesen un ecosistema natural e incluso formaban aldeas, aunque si llegaba a ver digimon depredadores

### Digicore
El Digicore (デジコア Dejikoa?,  Núcleo Digital) es una unidad que todos los Digimon poseen. Conocido como el "Núcleo Cerebral Electrónico" (電脳核 Dennoukaku?), es la parte central del cuerpo del Digimon. Toda la información de un Digimon, su apariencia física, su personalidad, sus poderes y habilidades, todo está almacenado en este núcleo electrónico. Su destrucción significa la muerte, incluso hasta para el más poderoso de los Digimon. El Digicore puede ser dañado cuando un Digimon sufre heridas graves en batalla, ha gastado totalmente su energía o por el proceso de "longevidad".
La "longevidad" o sobreescritura (Overwrite) del Digicore ocurre cuando los sentimientos de los Digimon se hacen intensos, incrementando sus poderes y habilidades. Las sobreescrituras más violentas ocurren cuando el Digimon incrementa su poder de forma desmedida (como en una Digievolución). Sin embargo, cada sobreescritura va desgastando el Digicore, dañando su información y deteriorándolo debido a la desfragmentación de datos. Cuando el proceso se repite muchas veces, el Digicore comienza a presentar problemas, haciendo que el Digimon se haga más débil en fases primigenias, no pueda mantener la evolución, y eventualmente muera.
Existe un tipo muy raro de sobreescritura, que se produjo de manera aleatoria en algunos Digimon de la raza Antigua (véase siguiente sección), y es conocida como "UlForce" (abreviatura de Ultimate Force, Fuerza Última) o sobreescritura sagrada (Holy Overwrite). Nacida de emociones como la felicidad y el placer, y de la determinación de proteger a los seres queridos, la sobreescritura sagrada tiene un efecto contrario al de la sobreescritua normal, ya que regenera la información en lugar de desgastarla, y acelera los procesos de evolución, cosa que era casi imposible en los Digimon de la raza antigua, sin embargo, a pesar de que se trate de una regeneración de información no se habla de tener la energía suficiente para poder regenerarse al punto de ser invencibles.
Los Digimon prototipo, Digimon experimentales creados por Yggdrasil mucho antes de la creación de los Digimon, poseen un sistema especial en su frente, con la forma de un cristal rojo. Este cristal es llamado la Interface del Digicore, y permite que se reescriba la información del Digicore directamente, remodelándolo libremente. Esto fue muy útil para Yggdarsil durante sus experimentos con la vida artificial. Sin embargo, si la información añadida es errónea, se corre el riesgo de que el Digicore detenga su actividad. Es por esto que muchos prototipos murieron durante su remodelación.

### El tipo antiguo
Se supone que en el Digimundo existió una raza antigua de Digimon, conocida como el tipo Antiguo, cuyo poder de batalla era muy superior a los especímenes de la raza actual, tanto así que un Digimon de nivel Infantil era tan o más fuerte que un Digimon de nivel Ultra. Se dice que debido a sus violentas emociones, la sobre escritura de sus Digicores era mucho más fuerte y por lo tanto, su tiempo de vida más corto. Debido a ciertas imperfecciones en su diseño, la raza antigua tenía problemas con su proceso evolutivo, y por ende, muchos Digimon de esta raza no alcanzaban a evolucionar más allá de la etapa Adulta de manera natural; por esto, los Digimon de esta raza crearon los Digimental para poder evolucionar de forma artificial. Muchos Digimon legendarios son miembros de esta raza, y se hicieron legendarios porque alcanzaron a evolucionar en sus cuerpos Ultra o Megas.
Esta raza se extinguió debido a las violentas sobreescrituras de su Digicore. Sin embargo, se sabe que existen Digimon de la raza actual que poseen el material genético de esta raza, al igual que sus poderes y su habilidad de usar los Digimental. A estos Digimon se les conoce como "los descendientes". En la vida real, la raza antigua de los Digimon está basada en la primera generación de los V-Pets.

### Digimon prototipo
Recientemente se ha comprobado la existencia de los Digimon Prototipo. Estos fueron los Digimon experimentales que se usaron como prototipo antes de que los Digimon fueran creados. Su característica especial es la Interface del Digicore que permite la remodelación libre de los datos de este.
La primera especie experimental en ser creada fue llamada Serie DORU, y fue creada para investigar la Digievolución Avanzada. Por eso el Digicore de los prototipos de la Serie DORU fue remodelado cruelmente, para así lograr que estos prototipos siguieran viviendo y repitieran su evolución aun después de haber muerto, alimentándose del Digicore de otros Digimon. A esta clase de Digimon se les conoce como los "Depredadores de Digicore".
La segunda especie experimental en ser creada fue llamada Serie Ryu y fue creada para investigar la "Potenciación del Poder de Pelea". Su finalidad es conseguir un poder de batalla que sea superior al de todos los Digimon y así crear el arma Digimon perfecta. Las formas evolucionadas de la Serie Ryu han conformado lo que conocemos como el Clan OuRyu.

### Art Digimon, X-Antibody Digimon e Illegal Digimon
Últimamente, en las series han estado apareciendo diversos tipos de Digimon, que poseen características distintas a los Digimon Naturales, o sea, los Digimon que han nacido de forma normal en el Digimundo. Estos tipos son:
- Illegal Digimon: o Digimon Ilegal, es un tipo de Digimon que posee características diferentes de su misma especie (por ejemplo, el Greymon de Tsurugi en Digimon Next era más pequeño que un Greymon normal). Estos "ilegales" poseen una pequeña marca hexagonal color verde esmeralda en su cuerpo, conocida como la "Marca de Mu", la cual posee habilidades especiales, como proyectar campos de fuerza o plataformas para sostener a los Tamers. La posibilidad de que un Digimon sea Ilegal es muy pequeña, y solo puede ocurrir cuando un Tamer entra por primera vez al Digimundo.
- Art Digimon: o Artificial Digimon (Digimon Artificial), es un tipo especial de Digimon que nacieron en los V-Pets y fueron criados por los humanos. Estos Digimon poseen una gran debilidad: Si no reciben el cariño y las atenciones de su Tamer, el Art Digimon se enferma y luego muere.
- X-Antibody Digimon: (Digimon con anticuerpo X) o X-Digimon, son Digimon que nacieron de una mutación al adquirir e instalar el X-Antibody (Anticuerpo X) en sus Digicores. El X-Antibody es una partícula creada por los Digimon, para ganar inmunidad al Programa X creado por Yggdrasil para borrar a los Digimon. Debido a la mutación, se vuelven más poderosos que sus contrapartes naturales. Generalmente, un Digimon mutado con el anticuerpo conserva su nombre, añadiéndole una "X" al final, a excepción de las especies sui generis nacidas de la mutación causada por el anticuerpo.

### Digievolución
La Digievolución es un proceso por el cual un Digimon "crece y madura", transformándose en otra criatura, generalmente más grande y poderosa que su forma anterior. Aunque la palabra Digievolución deriva de Digital Evolution (Evolución Digital), este proceso es más parecido a una metamorfosis, pues el Digimon muta en una nueva criatura de forma muy rápida.
La Digievolución es muy parecida al proceso de maduración humana, donde un Digimon va creciendo al cambiar de forma y ganar experiencia a lo largo de su vida. Sin embargo, evolucionar a un nivel superior es cada vez más difícil, por lo que pocos Digimon pueden evolucionar naturalmente a los niveles superiores. Por eso, los Digimon han encontrado métodos para acelerar este proceso, evolucionando de forma temporal. Los Digivices, los Digimental y otros medios para disparar el proceso Digievolutivo se han visto a lo largo de las series. Sin embargo, los Digimon que han evolucionado por estos procesos tienden a Degenerarse, o sea regresar a su estado anterior, cuando la energía auxiliar se agota.
Cuando un Digimon evoluciona, se sobrescribe violentamente su Digicore, por lo que sus características de especie tienden a cambiar, al igual que sus características individuales. Así pues, un Agumon que es tipo reptil, al evolucionar a Greymon cambia a tipo Dinosaurio, y un Digimon tímido como Patamon puede volverse valeroso al evolucionar en Angemon.

### Género
Biológicamente hablando, el género de un Digimon es un tema muy complicado. Oficialmente, se ha establecido que los Digimon no poseen "género". La primera fuente son las notas de diseño oficiales de Renamon y la segunda es en uno de los episodios de Digimon Tamers, donde la misma Renamon dice que los Digimon "no están divididos por un género".
Esto no es nada lógico, viendo que existen Digimon específicamente diseñados para que parezcan un macho o una hembra, y no solo en el aspecto físico, sino también en su aspecto psicológico, sus voces demarcan mucho su género, y son referidos como "él" o "ella" comúnmente. Profundizando aún más, existen muchos ejemplos básicos de la diferencia de géneros, como por ejemplo un matrimonio Digimon (Jijimon y Babamon) o el la diferencia entre el Biyomon masculino de Digimon Data Squad y el Biyomon femenino de Digimon Adventure. Incluso el mismo Konaka, libretista de Digimon Tamers, indica que el "género sirve para identificar fácilmente a un Digimon". También es notable el hecho de que algunos Digimon demuestran un género en su nombre (Angemon - Angewomon, etc.).
Lo más probable es que se trate de una confusión semántica, ya que normalmente la palabra "género" es asociada con "sexo", aunque académicamente, ambas palabras tienen significados diferentes. Género se usa para definir la sexualidad mental de una persona. Los Digimon definitivamente tienen esto. Sexo, por otro lado, se usa para definir su sexo físico. Solo un pequeño número de Digimon presenta diferencias sexuales visibles (como pechos, etc.), por lo que es esto a lo que Konaka se refería — La falta de diferencias biológicas que clasifiquen a los Digimon como macho o hembra y el hecho de que los Digimon pueden reproducirse pero no sexualmente.

### Nombres
Generalmente, los Digimon no poseen un nombre propio y suelen ser llamados por el nombre de su especie. Por ejemplo, el Agumon de Digimon Adventure y el Agumon de Digimon Data Squad se llaman igual, porque pertenecen a la misma especie, pero no son el mismo individuo, porque física y psicológicamente, son distintos (e incluso tienen una voz diferente).
Sin embargo, en algunas historias, como por ejemplo, en el manga Digimon Adventure V-Tamer 01, los Digimon poseen un nombre propio. Está el caso de Zeromaru, comúnmente llamado Zero, el Digimon protagonista del manga. Zero pertenece a la especie de los Veedramon, y aunque eventualmente evoluciona a sus formas más poderosas, él sigue siendo llamado "Zero", aunque su especie y forma hayan cambiado. Otro Digimon de este manga, Arkadimon, es también una excepción, pues aunque evolucione, su nombre no cambia, aunque su especie y su forma sí lo hagan. Así, "Arkadimon" es el nombre de este Digimon en particular y también lo es de cada una de las 6 formas evolucionadas que este Digimon puede tener.
Otros ejemplos en el mismo manga son Gabo (Gabumon), Etemonkey (Etemon) entre otros.

## Clasificación
Los Digimon están clasificados de diversas formas, aunque estas sólo tienen un rol importante en el juego de cartas y en algunos videojuegos. En el anime y el manga, estas clasificaciones son poco relevantes.

### Atributo
Todos los Digimon están clasificados en 4 atributos— Data, Vacuna, Virus y Variable. La gran mayoría de Digimon están clasificados dentro de los tres primeros atributos, siendo el cuarto exclusivo para los Digimon Híbridos. Un quinto grupo, designado como "Desconocido", se usa para clasificar a los Digimon que no poseen ningún atributo o han sido catalogados como entes no identificados.
Estos atributos se manejan de forma similar al juego de piedra, papel, tijera, donde Virus normalmente tiene ventaja contra Data, y este a su vez, la tiene contra Vacuna, y este último la tiene contra Virus. Aunque estas ventajas son poco importantes al momento de una batalla, pues son otros factores (como el nivel evolutivo del Digimon, si este tiene un tamer, etc.), los que determinan la victoria. El atributo Variable no presenta ninguna ventaja o desventaja contra los otros atributos, pues el Digimon simplemente copia el atributo de su oponente.
Los atributos también sirven para clasificar las personalidades de los Digimon. Por ejemplo, los Digimon del atributo Vacuna tienden a ser buenos, mientras los Virus son malvados, aunque hay muchas excepciones a esta regla. En el juego de cartas, muchos Digimon suelen tener versiones de cada uno de los atributos. La gran diferencia de estos Digimon son los colores de cada versión.

### Familias
En el juego de cartas existen 10 familias de Digimon. Sin embargo, esta clasificación es la menos importante, pues no es referida en el anime y tiene poca utilidad incluso en el juego de cartas. Cada familia, en el juego de cartas, tiene un color de fondo diferente y sirve para clasificar a Digimon con características en común.
[NSp] Nature Spirits (ネイチャースピリッツ Neichā Supirittsu): Monstruos Genéricos y Bestias. También representa los valles y cañones.
[DS] Deep Savers (ディープセイバーズ Dīpu Seibāzu): Digimon acuáticos o de hielo. Representa los océanos, mares y áreas glaciales.
[NSo] Nightmare Soldiers (ナイトメアソルジャーズ Naitomea Sorujāzu): Digimon de la oscuridad o espíritus y monstruos genéricos del Halloween. Representa lugares encantados o malditos.
[WG] Wind Guardians (ウィンドガーディアンズ Uindo Gādianzu): Digimon del aire y voladores, o Digimon basados en las plantas. Representa los bosques y el cielo.
[ME] Metal Empire (メタルエンパイア Metaru Enpaia): Digimon mecánicos, máquinas y cyborgs. Representa ciudades y fábricas.
[UK] Unknown (アンノウン Announ): Digimon inusuales, extraños y mutantes. Representa los basureros y otros lugares extraños. También es una alusión a la papelera de reciclaje.
[DA] Dark Area (ダークエリア Dāku Eria): Digimon villanos y demoniacos, normalmente los villanos de las series de anime o manga. Representa el Inframundo del Mundo Digital, el Dark Area.
[VB] Virus Busters (ウィルスバスターズ Wirusu Basutāzu): Digimon angelicales o heroicos, normalmente incluye a los personajes principales del anime o manga. Representa el Paraíso y los lugares sagrados.
[DR] Dragon’s Roar (ドラゴンズロア Doragonzu Roa): Digimon dragones o con rasgos dracónicos. Representa las regiones montañosas, volcánicas y los desiertos.
[JT] Jungle Troopers (ジャングル・トルーパーズ Janguru Torūpāzu): Digimon basados en las plantas y los insectos. Representa las selvas y las regiones pantanosas.

### Nivel
Generalmente los Digimon son clasificados por su nivel evolutivo. Los Digimon eclosionan del Digitama y nacen en la etapa bebé, aunque algunos logran saltarse esta etapa y nacer en niveles superiores. En el anime, los Digimon del nivel Novato o Campeón son los más vistos, mientras que los de nivel Ultra o Mega son muy raros. Normalmente, los Digimon de nivel avanzado son los más poderosos, aunque existen algunos Digimon que son la excepción a esta regla, como Lucemon o Arkadimon.
Para la gran mayoría de Digimon, estos son los niveles evolutivos:
- 1. DigiTama
- 1. Baby I (幼年期 I Younenki I, literalmente "Bebe 1")
- 2. Baby II (幼年期 II Younenki II, literalmente "Bebe 2")
- 3. Child (成長期 Seichouki, literalmente "Niño")
- 4. Adult (成熟期 Seijukuki, literalmente "Adulto")
- 5. Perfect (完全体 Kanzentai, literalmente "Perfecto")
- 6. Ultimate (究極体 Kyuukyokutai, literalmente "Supremo")

Existen otros niveles que se pueden obtener por métodos especiales. Por ejemplo el nivel "Armor", que debutó en Digimon Adventure 02, se puede obtener cuando un Digimon utiliza un artefacto especial conocido como "Digimental"; el nivel "Híbrido", exclusivo de Digimon Frontier, que posee varios sub-niveles, se obtiene con los totemes de los 10 Guerreros Legendarios, conocidos como "Spirits". Existe un último nivel, conocido como Súper Mega (超究極体 Chou Kyuukyokutai). Es extremadamente raro que un Digimon normal pueda alcanzar este nivel, ya que su poder y existencia desvía el equilibrio del Digimundo.

### Cambio de Modo
Hay algunos Digimon que poseen varias modalidades y la habilidad de cambiar entre ellas. Un "modo" es una forma especial de un Digimon, en la cual adquiere nuevas habilidades y más poder sin necesidad de evolucionar hasta el siguiente nivel. Un Digimon en un modo diferente es similar físicamente a su forma anterior. Por ejemplo, Beelzebumon Blast Mode, es prácticamente similar al Beelzebumon normal, con la diferencia de que sus ojos se vuelven verdes, adquiere cuatro pares de alas (dos pequeñas y dos grandes) y un arma gigantesca. Otro ejemplo es Imperialdramon un gigantesco digimon cuadrúpedo volador, quien en su modo alternativo (Imperialdramon: Fighter Mode) es un bípedo humanoide gracias lo cual posee una mayor eficiencia en batalla.
Los Digimon de diferentes modos se consideran de una misma especie. Esto se debe a que el Digimon se conserva en el mismo nivel evolutivo. Aunque un cambio de modo no incrementa el nivel de un Digimon, es considerado como un método de Digievolución.

### Tipo
Otro método de clasificación, ésta sirve para clasificar las especies de Digimon. Por ejemplo, los Agumon están clasificados en el "tipo Reptil", y los Angemon en el "tipo Ángel". Algunos tipos, como el "tipo Insecto", incluyen varias especies de Digimon, mientras que otros, como el "tipo Insecto Antiguo" solo clasifica una (en este caso, Ancient Beetlemon).
Como las familias, el tipo es una clasificación poco importante, mencionada pocas veces en el anime y de poca utilidad en el juego de cartas.

### Legendario
La clasificación legendaria se les otorga a dos tipos de Digimon dependiendo de la saga en la que se mencione.
Así mismo, en las dos primeras temporadas de la serie, se le atribuye a Digimons con una fuerza por encima del resto.
En sucesivas temporadas, se conocería como "legendario" al tipo de Digimon que evolucionó a formas superiores de modo no-natural, es decir, mediante el uso de Digivices, Digimentals, y la participación de los Niños Elegidos.